# 香港哥爾夫球會
香港哥爾夫球會（英語：The Hong Kong Golf Club）原名皇家香港哥爾夫球會（英語：The Royal Hong Kong Golf Club），於1889年成立，為香港的一家高爾夫球會，為世界歷史上最悠久的高爾夫球會之一。香港哥爾夫球會獲評為鉑金級高爾夫球俱樂部，亦是香港唯一一間能夠獲選入全球首100間高爾夫球俱樂部的高球球會，全球排名第67名(亞洲排名第6)。

## 歷史

### 1889年至1910年
1889年5月8日及9日，《孖剌西報》連續兩日刊登一則簡短告示，徵求志同道合的先生、紳士成立高爾夫球會，於同月10日下午5時在香港會開會商議。告示內容：
“GENTLEMEN INTERESTED IN THE ROYAL AND ANCIENT GAME OF GOLF ARE REQUESTED TO ATTEND A MEETING TO BE HELD IN THE HONGKONG CLUB ON FRIDAY 10TH MAY 1889 AT 5 P.M. TO CONSIDER THE QUESTION OF STARTING A GOLF LINKS IN HONGKONG OR KOWLOON.”

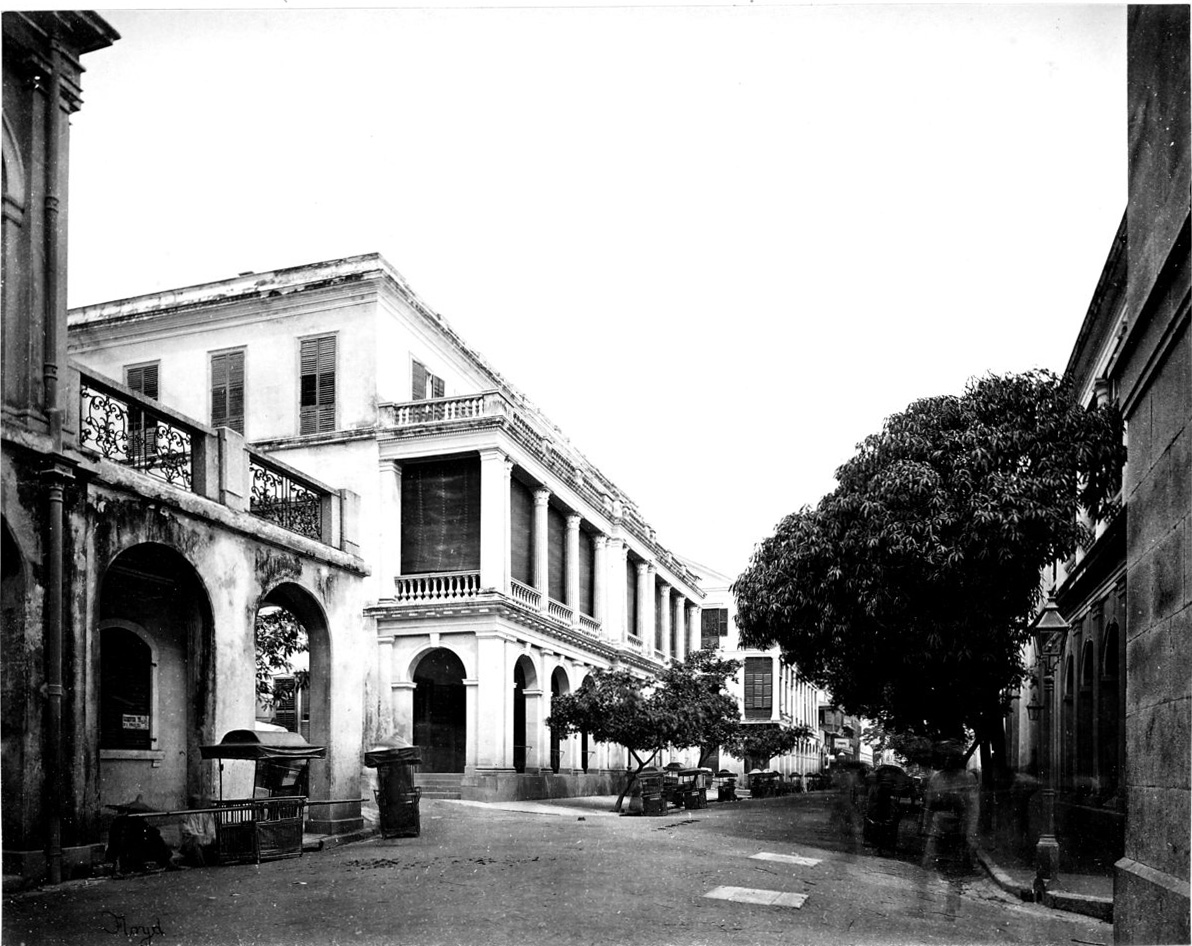
哥球會首次會議於1889年於第一代香港會會所（現娛樂行位置）舉行。

13人出席會議，包括船政司林士（Robert Murray Rumsey R. N.）及後來先後擔任香港定例局及英國國會議員Gershom Stewart爵士，香港哥爾夫球會自此誕生。會上，原先決定在九龍覓地作高球場，但不成功。1889年9月30日，哥球會獲政府批准在快活谷作高球場。1890年5月起，哥球會在那裡進行比賽。
1896年，林士等人着手研究在深水灣設立高球場的可行性。1897年6月，哥球會與政府展開談判。在港督羅便臣的協助下，政府在1898年正式批出深水灣一幅地作九個洞的高球場。

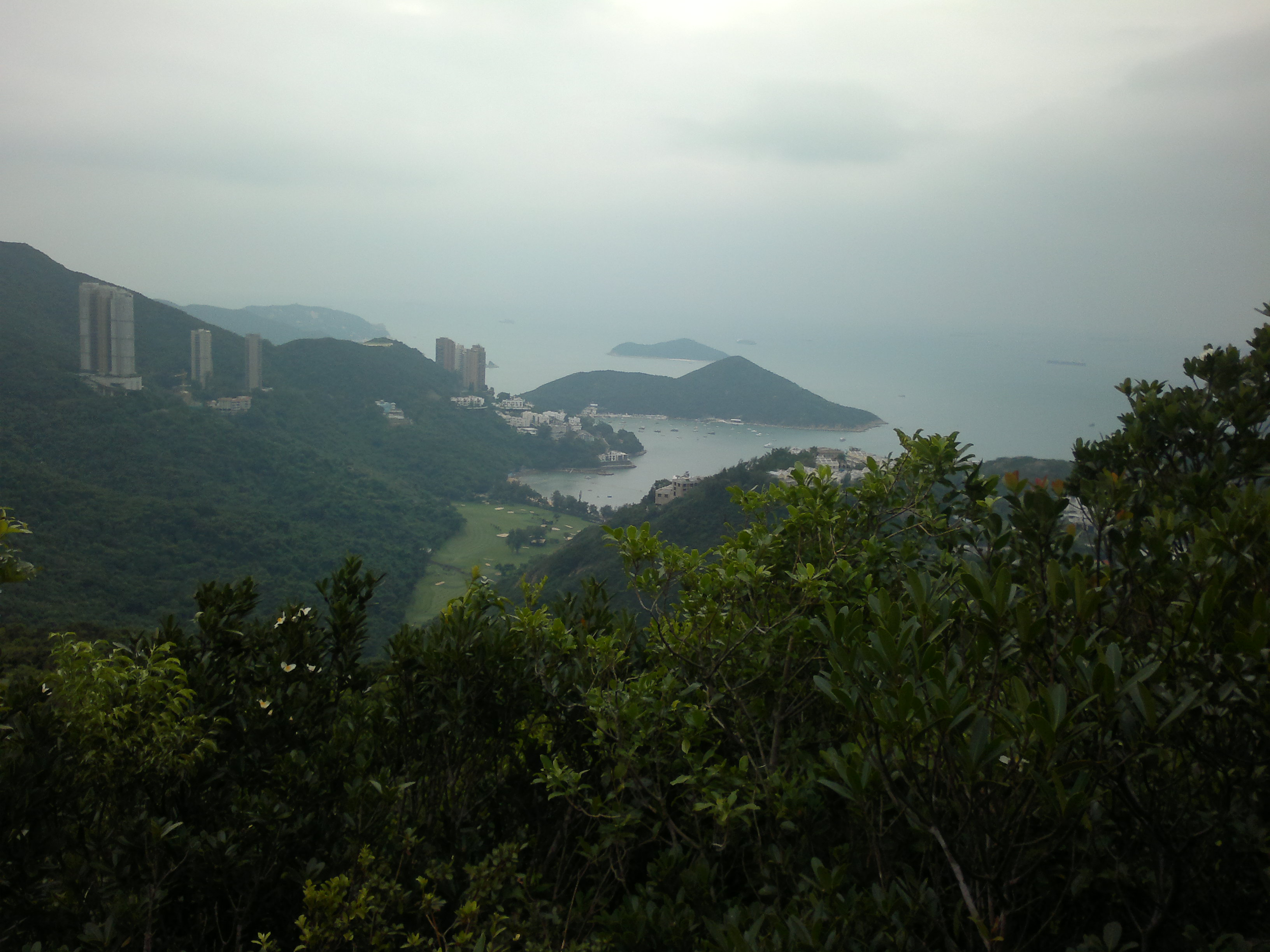
深水灣9洞高球場

1897年9月1日，哥球會收到維多利亞女王宮務大臣Edward Bootle-Wilbraham伯爵回信，指哥球會獲准冠名「皇家」香港哥爾夫球會。
當年，哥球會在快活谷的用地仍須與其他運動使用者期用。逢星期三及星期六，用地就成為足球及板球的球場。由於高球與足球共用同一幅場地，有時候球會打到足球場。有一次，一名女士把球打斜了，擊中了一名海軍，使他的眼睛嚴重受傷。

### 1911年至1945年
自1908年起，經過與政府和當地農民漫長的商討，哥球會在1911年終於取得足球土地興建18個洞的球場，即現時的粉嶺高球場。最初，哥球會中人原本選址在軍地新圍一帶，但遭駐港英軍反對。期間，高球場土地的得力於港督梅含理和大埔理民官夏理德的大力協助。
當粉嶺高球場的舊場平整土地時，除了鄰近粉嶺會所和三號果領僅有的幾棵外，高球場的土地並無樹木，只有少許小花。大規模的植樹在1915至1919年間展開。高球場上有不少山墳和金塔。1920年，梅含理損出5萬元給受影響山墳的家庭作補償，才可以搬走大量山墳。在舊場10號球洞那片地，被咂稱為「Tommy Tucker」（取自廣東話諧音「唔得㗎」），就是因為那裡有不少金塔，而原居民常說「唔得㗎」阻止打球，以免金塔被高球打中。
當初，高球場只是一片泥濘，在颳大風的日子更是飛沙走石。果嶺最初栽種本地的大葉草，但並不適合推桿，而且蟲患嚴重。
1931年11月2日，港督貝璐主持粉嶺高球場新場的開幕儀式。貝璐喜愛打高球。據聞，他每逢周末都會到粉嶺打高球或狩獵。
1933年，諾貝爾文學獎得主蕭伯納於訪問香港期間，亦曾經到訪哥球會。

### 1945年至1989年
1950年代，所有果嶺改鋪烏干達草。1951年，草種連泥土被放在一個鞋盒之中，由烏干達經開羅運返香港。高登爵士憶述他在開羅機場轉機時，由於當時英國跟埃及關係僵持，海關人員於是對他的盒子抱有懷疑，而當他打開盒子發現內裡裝着什麼時，就更加懷疑。幸好空中服務員的介入，才令他可及時登機起飛。
1956年，哥球會的赤字，在八年間由38萬7千元，減少至4萬元。
1959年，香港高爾夫球公開賽在粉嶺高球場舉辦。自此，成為該處一年一度的賽事。2月1日，時任港督柏立基主持頒獎儀式。當天，他偕同妻子與女兒同遊粉嶺高球場觀賽。據當天南華早報報導，柏立基亦是一名高球愛好者。

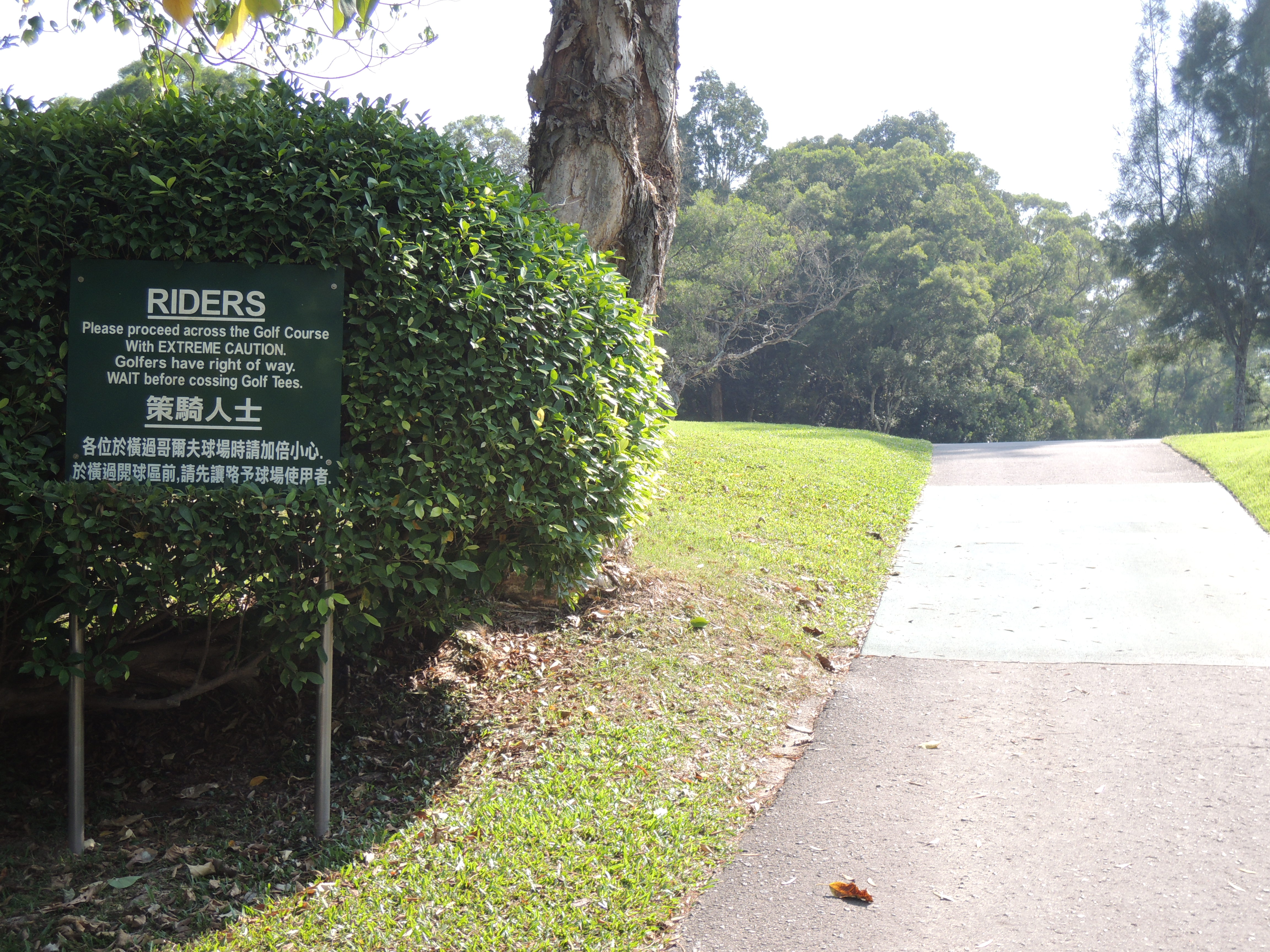
現時伊甸場仍有關於策畸的告示。

1967年，哥球會與香港賽馬會商討，協議將30英畝鄰近雙魚河的土地劃入作高球場。哥球會則容許賽馬會的會員在指定的土地策騎。1971年10月亮10日，伊甸場正式啟用，並由港督戴麟趾主持開幕。
1968年，前新加坡總理李光耀訪港時，與時任港督戴麟趾在粉嶺高球場打球。戴麟趾亦是一位高球愛好者，即使在60年代香港最政治動盪的歲月，他亦從不間斷他恆常的周末高球活動。

### 1990年後
踏入1990年代，出現香港移民潮，不少會員讓出會藉。根據1991年成為哥球會正式會員的藝人鄧梓峰憶述，當年由於移民潮令會藉出現不少空位，於是他只需等了8年就成為正式會員。
於香港主權移交前一年，即1996年，球會決定刪除皇家名銜。
同年，深水灣高球場老球童鄭源控告哥球會，指球童獲發制服與儲物櫃，故應是哥球會僱員，可享勞工保障，應可獲發自1986年9月至1995年10月(鄭源當時已82歲)期間當球童而得的長期服務金。勞資審裁處和高等法院判他得值，鄭可得長期服務金3萬3千840元；但哥球會不服判決，指球童只是自僱的服務提供者，雙方不是僱傭關係，上訴至上訴庭。上訴庭裁定球童與哥球會並非僱主與僱員關係。鄭源上訴至英國樞密院，雖然賀輔明勳爵表示異議，但是英國樞密院仍以大比數維持上訴庭判決，指兩者關係如發牌者與外判人員，最終哥球會勝訴。
2008年夏季奧林匹克運動會馬術比賽的6公里越野賽部份賽道於粉嶺高球場舉行。
2012年，申訴專員公署主動調查「私人遊樂場地契約」政策執行情況，指政策是早年政府由於欠缺康樂體育用地，以租約形式將官地借予各私人體育會（包括香港哥爾夫球會），各體育會一直只是在交象徵式地價 。哥球會就此發聲明反駁。
2015年，哥球會為慶祝125周年推出多項社區外展措施，包括在指定日子為香港居民提供港幣$125元果嶺費優惠、舉辦賞樹行等等。
2015年6月5至7日，第一屆「香港女子高爾夫球公開賽」在粉嶺高球場舊場舉行動。
2016年6月，香港哥爾夫球會會員陳芷澄在第二屆香港女子高爾夫球公開賽中奪冠，令她的世界排名積分急升。在同年7月11日公布的世界排名，陳芷澄排名在60名奧運女子高球參賽者中排第56位，取得里約奧運的參賽資格。奧運會期間，她最後以高標準杆四杆，總排名第37位完成賽事。

## 會員
1897年，哥球會的會員數字為250人。
1923年，哥球會的會員數字達800人。

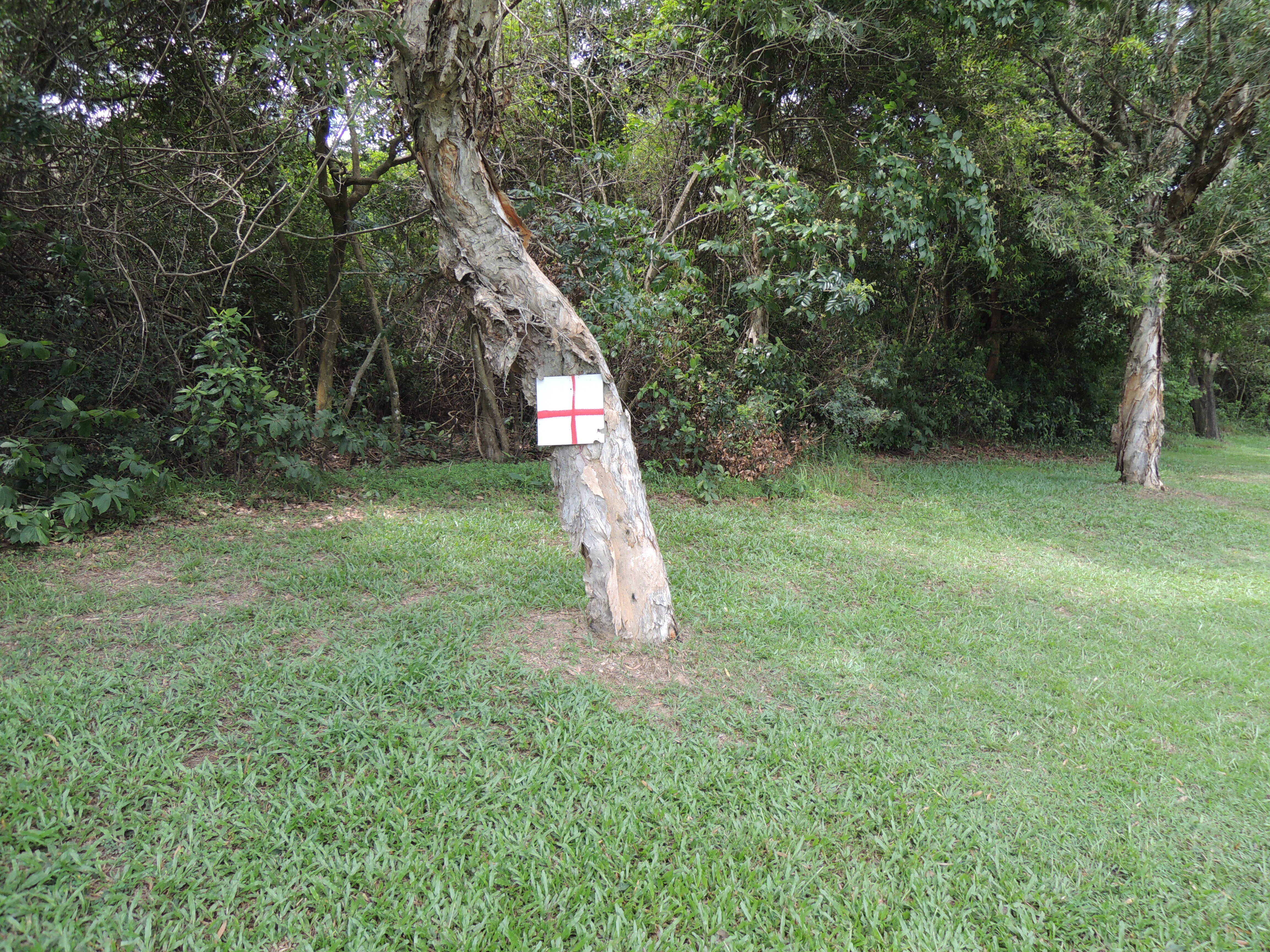
舊場的聖佐治十字旗

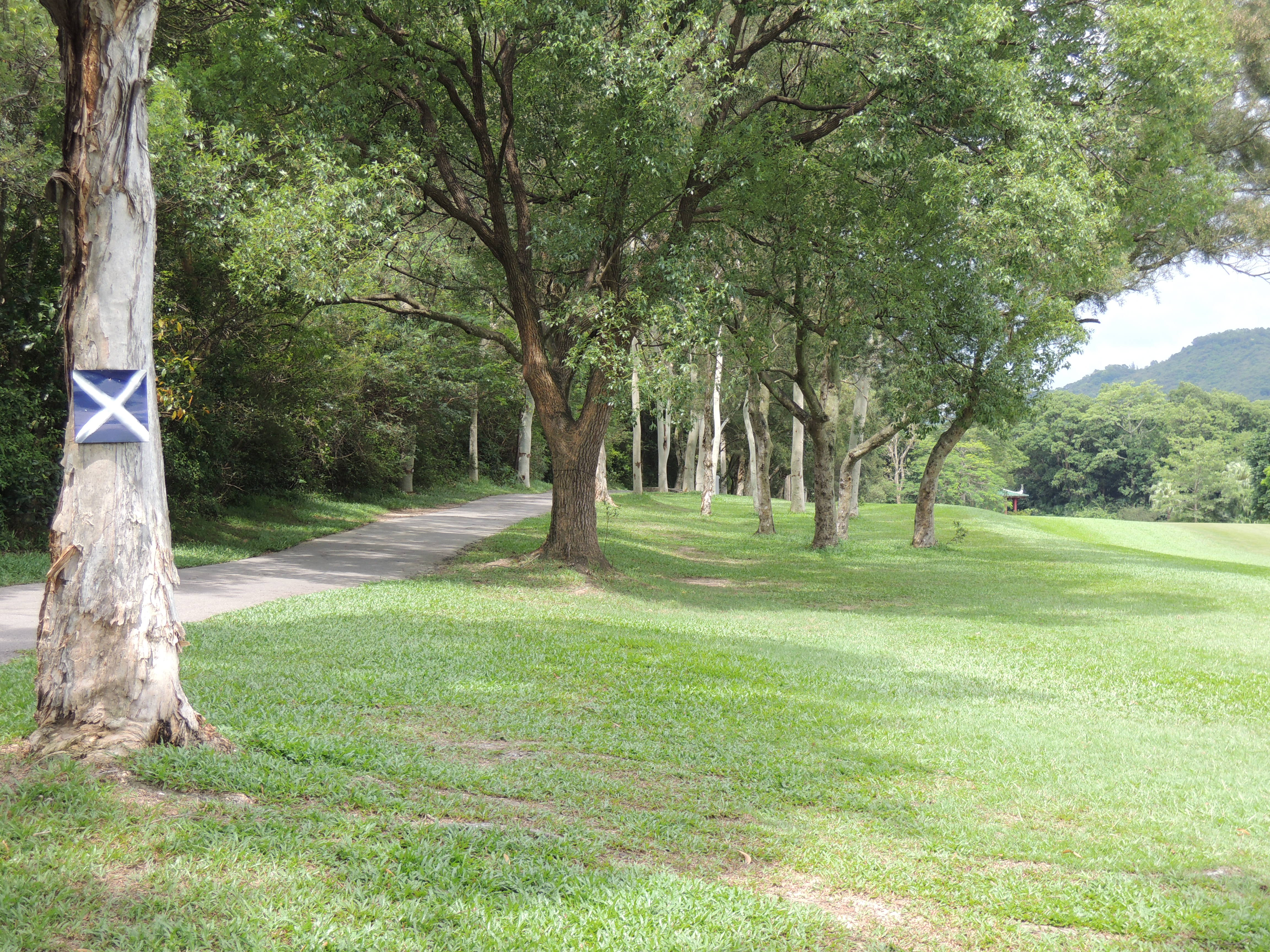
舊場的聖安德魯旗

1964年，哥球會決定停止招收會員。所有申請者，不論國籍，都被列入為候補名單。訂立這項政策，是為了令會藉只發給有一定資歷和技術水平的高球愛好者，而非初學者。
哥球會目前有2,500個會員，而最後一個公司會籍於1986年發出，現時共有365個公司會籍會員。

### 歷任主席（節錄）
以下資料擷取自哥球會官方網站。
1. 德輔爵士（1889–1891年）
2. 威廉·羅便臣爵士（1891–1898）
3. 盧吉爵士（1911年）
4. 梅含理爵士（1912–1919年）
5. 亞歷山大·哥頓·史提芬（英语：A. G. Stephen）(1921–1923年)
6. A. H. Ferguson（1924年）
7. 夏理德（1925年）
8. 麥蘊利（英语：Gordon MacWhinnie）爵士（1983–1991年）
9. 榮智健 (1995–2001)
10. 蔡永善博士（2001–2005年）
11. H.C.H. Loh（2005–2009年）
12. A.R. Hamilton（2009–2013年）
13. M.K.T. Cheung (2013–2014)
14. 呂元祥（2014–2019年）
15. 李正國（2020年)
16. 林建岳（現任）[35]

### 聖喬治社對聖安德魯社
在1921年之前，球會內曾舉行蘇格蘭人與非蘇格蘭人的對賽，而蘇格蘭人一隊總是輸多贏少。1921年起，哥球會內舉行了首場聖喬治社對聖安德魯社的高球社際比賽。
| 年   | 勝者       | 年   | 勝者       | 年   | 勝者       | 年   | 勝者       |
| ---- | ---------- | ---- | ---------- | ---- | ---------- | ---- | ---------- |
| 1921 | 聖喬治社   | 1926 | 聖喬治社   | 1936 | 聖安德魯社 | 1951 | 聖喬治社   |
|      | 聖喬治社   | 1927 | 聖喬治社   | 1937 | 聖安德魯社 | 1952 | 聖安德魯社 |
| 1922 | 聖喬治社   | 1928 | 聖喬治社   | 1938 | 聖安德魯社 | 1953 | 聖安德魯社 |
|      | 聖安德魯社 | 1929 | 聖喬治社   | 1939 | 聖安德魯社 | 1954 | 聖喬治社   |
| 1923 | 聖喬治社   | 1930 | 聖安德魯社 | 1940 | 聖喬治社   | 1955 | 聖喬治社   |
|      | 聖喬治社   | 1931 | 聖安德魯社 | 1941 | 聖喬治社   | 1956 | 聖喬治社   |
| 1924 | 聖喬治社   | 1932 | 聖喬治社   | 1947 | 無資料     | 1957 | 無資料     |
|      | 聖喬治社   | 1933 | 聖喬治社   | 1948 | 無資料     | 1958 | 無資料     |
| 1925 | 聖喬治社   | 1934 | 聖喬治社   | 1949 | 無資料     | 1959 | 無資料     |
|      | 聖安德魯社 | 1935 | 聖喬治社   | 1950 | 聖喬治社   | 1960 | 無資料     |

### 債權證與公司會籍
第二次世界大戰期間，粉嶺高球場滿目瘡痍。樹木被砍掉作柴、大部份果嶺被用作種菜。戰後，英軍一度徵用粉嶺高球場駐紮部隊。新場被用作軍事訓練用途，地面出現無數狐洞。及後，球場歸還高球會，但修復計劃需要大量資金，即使哥球會花盡儲備，仍需透支四十萬港元。（1947-48年間，在香港一份日報的價格為兩亳子。）為了籌措這筆款項，哥球會以每個會籍五百港元的價格，發「債權證」集資。匯豐銀行和怡和洋行等商業機構購買債權證以助哥球會渡過難關。
1963年，哥球會召開特別會員大會，通過以九十萬港元的價格出售債權證，以集資擴建粉嶺會所。當年擴建粉嶺會所的開支為港幣121萬4千元。
七十年代初，為了籌措游泳池和住宿設施的經費，哥球會增設公司會員制度，公司可申請公司會藉，然後提名其僱員做會員。公司會藉可轉讓，但必須徵得哥球會同意。
1980年的周年會員大會決定發出三十個公司會藉以便籌措資金以擴建深水灣球場的游泳池和壁球場。新建的設施於1983年建成，耗資約港幣二千五百萬元。
財務問題逐步得以克服。經歷多年虧損後，於1984年錄得盈餘。自此，哥球會不再出現赤字。
1986年，十個公司會籍以港幣一百一十萬元出售，以籌措興建再用水灌溉系統的資金。這是哥球會最後一次出售公司會籍。

### 會藉二手市場
如上文所述，哥球會自1964年已停發新的個人會藉，只有在原有會員辭世或退會，個人會藉才會有機會流轉，輪候會藉的年期可長達15或20年以上。1986年後，不再出售新的公司會藉。不過，現存365個公司會藉可在二手市場轉讓，價格升降由市場決定，經營公司會藉交易服務的中介公司會收取「交易費」的1%作佣金，惟轉讓數量不多，平均每年只有一兩宗，出售原因多是公司撤出香港，幾近「有價無市」局面。哥球會則會收取5萬元「更改提名費」及332萬元「轉換費」。

## 財政
據《英文虎報》報導，哥球會一年的營運開支達1億3千萬港元，自負盈虧地經營。根據政府的私人遊樂場地契約政策，哥球會在補地價方面可獲優惠，只需象徵式以1,000元地價。不過，哥球會仍須每年支付差餉和地租，以2012年為例，哥球會支付差餉320萬港元，以及地租190萬港元。

## 訪客與果嶺費
球會除了設置會員制，還供予香港和海外訪客訂場，於2012年，非會員使用次數逾三成。另外，球會與上水鄉事委員會協定，容許鄰近原居民登記在每日下午3時後在舊球場免費打球，近800名已經登記的村民，每年使用次數達1萬4千場次。非會員的訪客可預約在星期一至星期五（非公眾假期日）期間打球。僅在2012年，非會員在粉嶺高球場打過逾32,000局的高球。深水灣高球場的開放時間為星期一至五由上午9時至下午2時。粉嶺高球場的開放時間在星期一至五上午7時24分至黃昏，最早可於7天前預約發球時間。果嶺費視乎時段，最便宜的為港幣600元。
哥球會開放晚間練習場給公眾使用，時間由晚上六時至十時，每一小時計算，可以無限量使用練習球，一小時的費用為港幣50元。
然而，有傳媒報導指出，目前球會會員只有2,600人，對外開放時間每一星期七天只開放五天，若沒有球桿球鞋，要額外支付球桿、球鞋和球童等租用費，公眾打球收費亦偏貴。

## 設施
除了高球設施，哥球會也設有游泳池、網球場、餐廳和住宿設施。

### 快活谷會所
1896年，快活谷會所正式啟用。該會所由建築師Edward Albert Ram設計。1918年，快活谷大火，會所內的所有紀錄均付之一炬。第二次世界大戰期間，快活谷會所被搶劫一空；戰後，哥球會決定將快活谷會所歸還政府。

### 深水灣高爾夫球場
深水灣高爾夫球場在香港島深水灣，佔地6.7公頃，包括一個九洞球場，於1898年啟用。

### 深水灣會所
1898年的周年會員大會通過在深水灣高球場興建會所。1899年，譚仁紀建築師樓（Denison, Ram & Gibbs）的Edward Albert Ram建築師負責興建該會所。

### 粉嶺高爾夫球場
粉嶺高爾夫球場在新界粉嶺古洞，佔地170公頃，包括3個18洞球場，先後於1911年、1931年及1970年啟用。歷史比較於1919年興建，台灣最古老的老淡水高球場歷史更悠久。

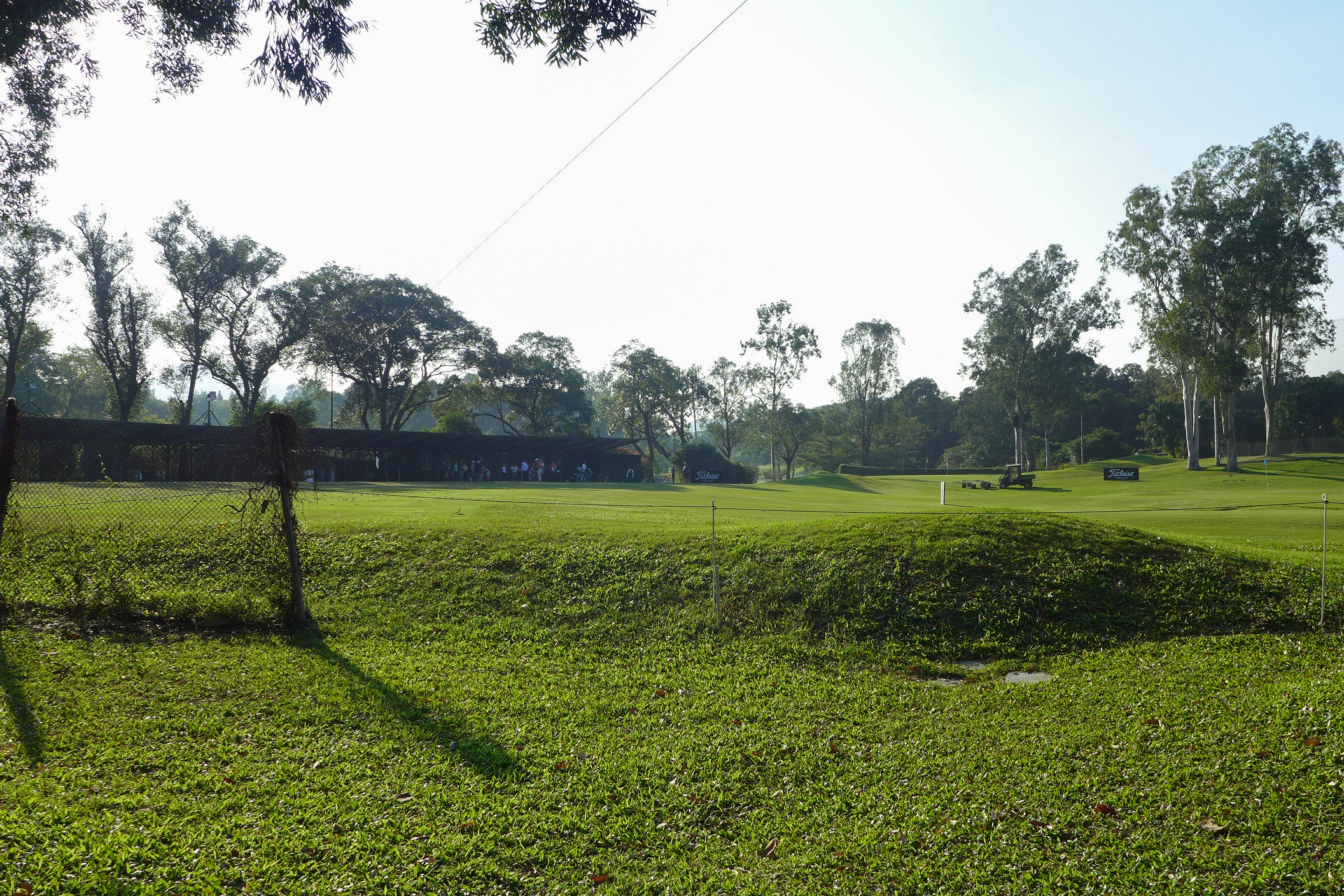
練習場
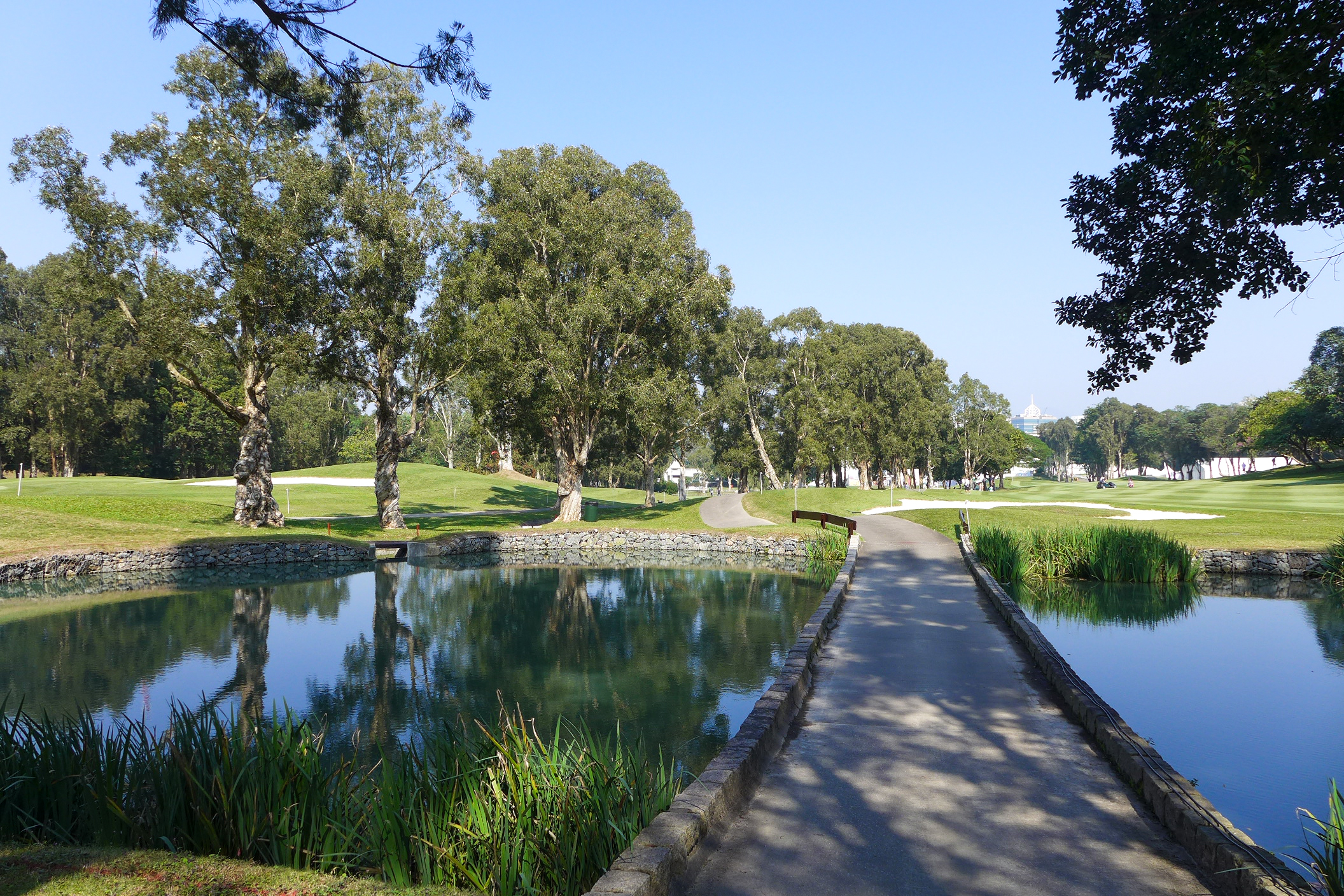
第二洞
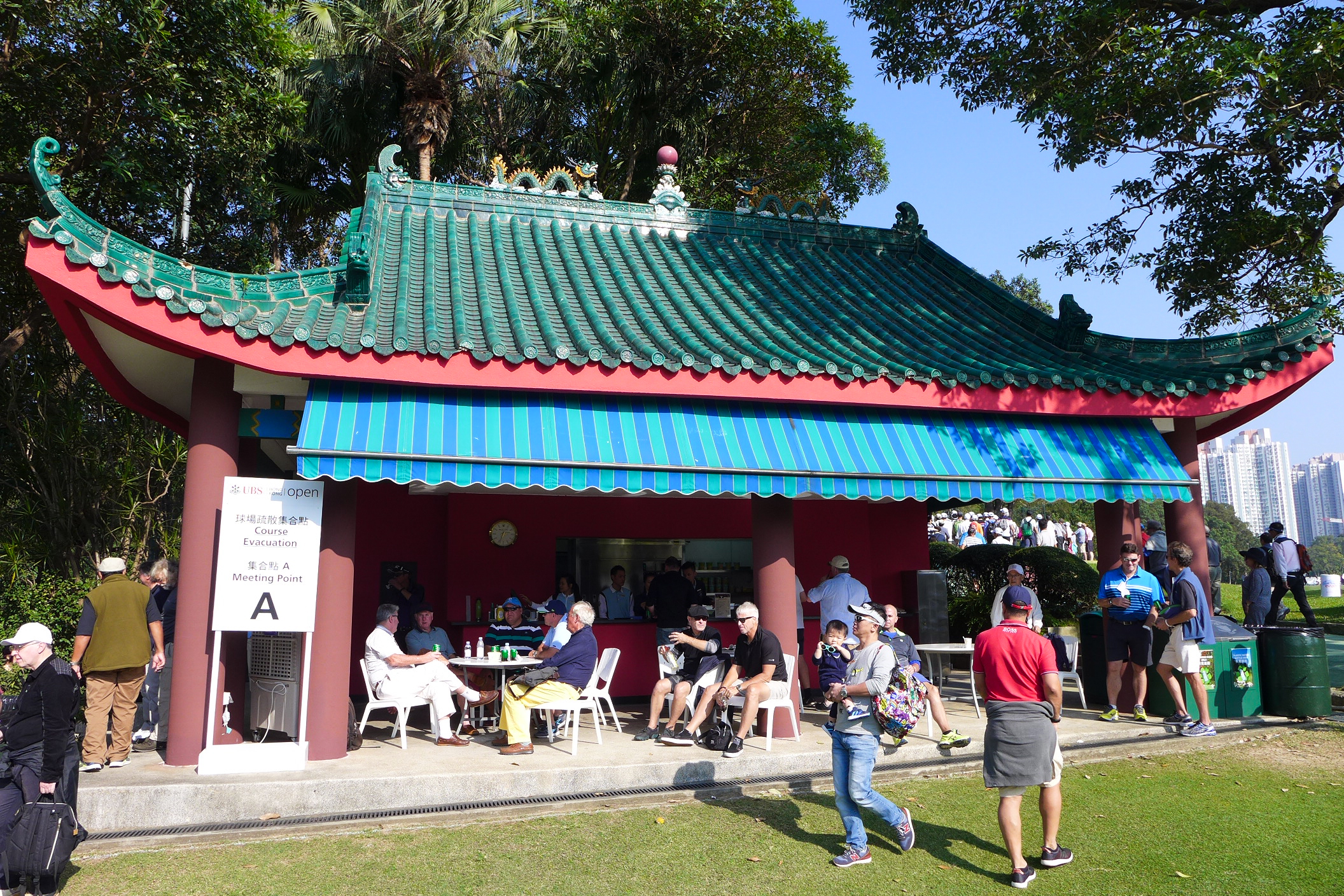
中國式涼亭
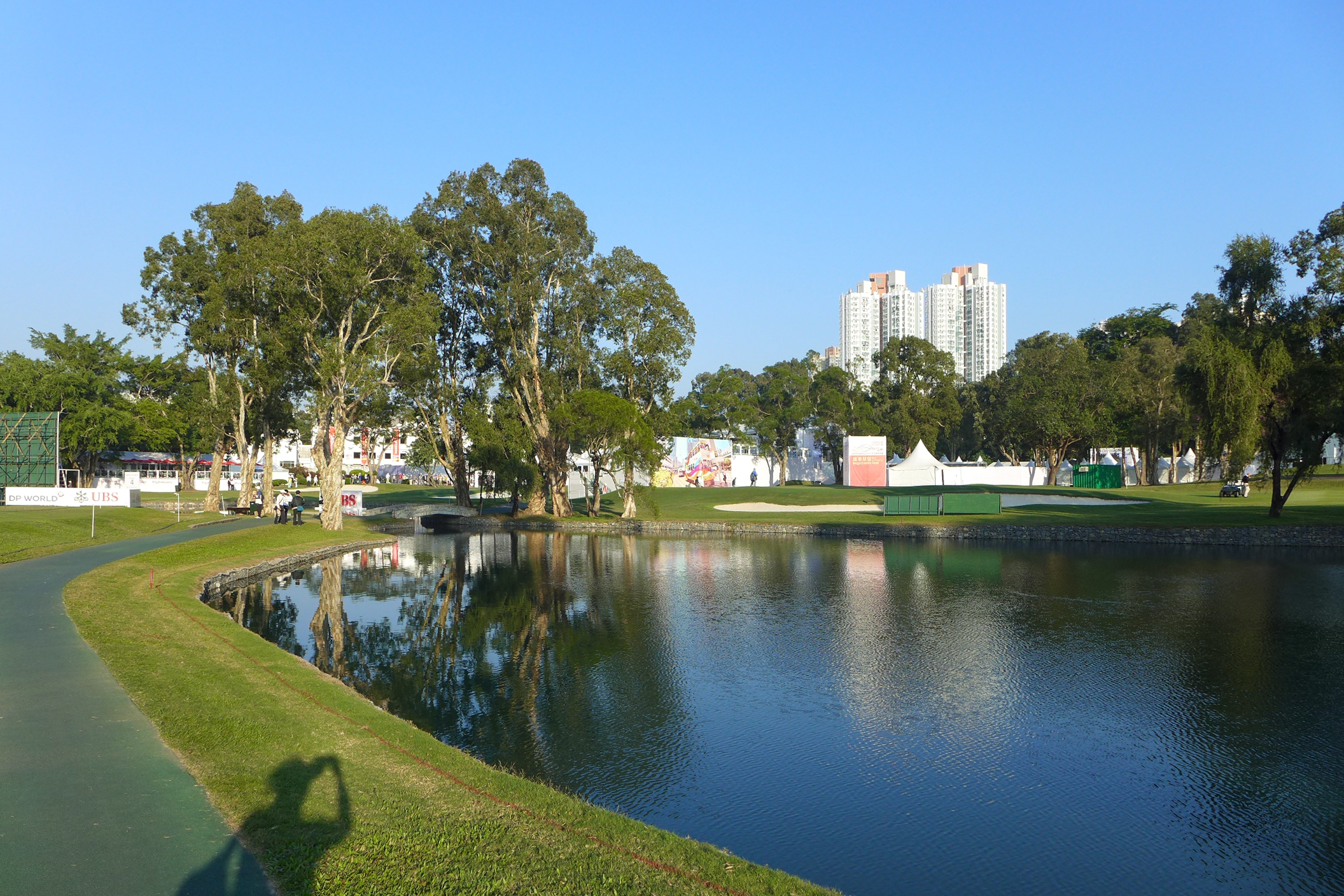
人工湖
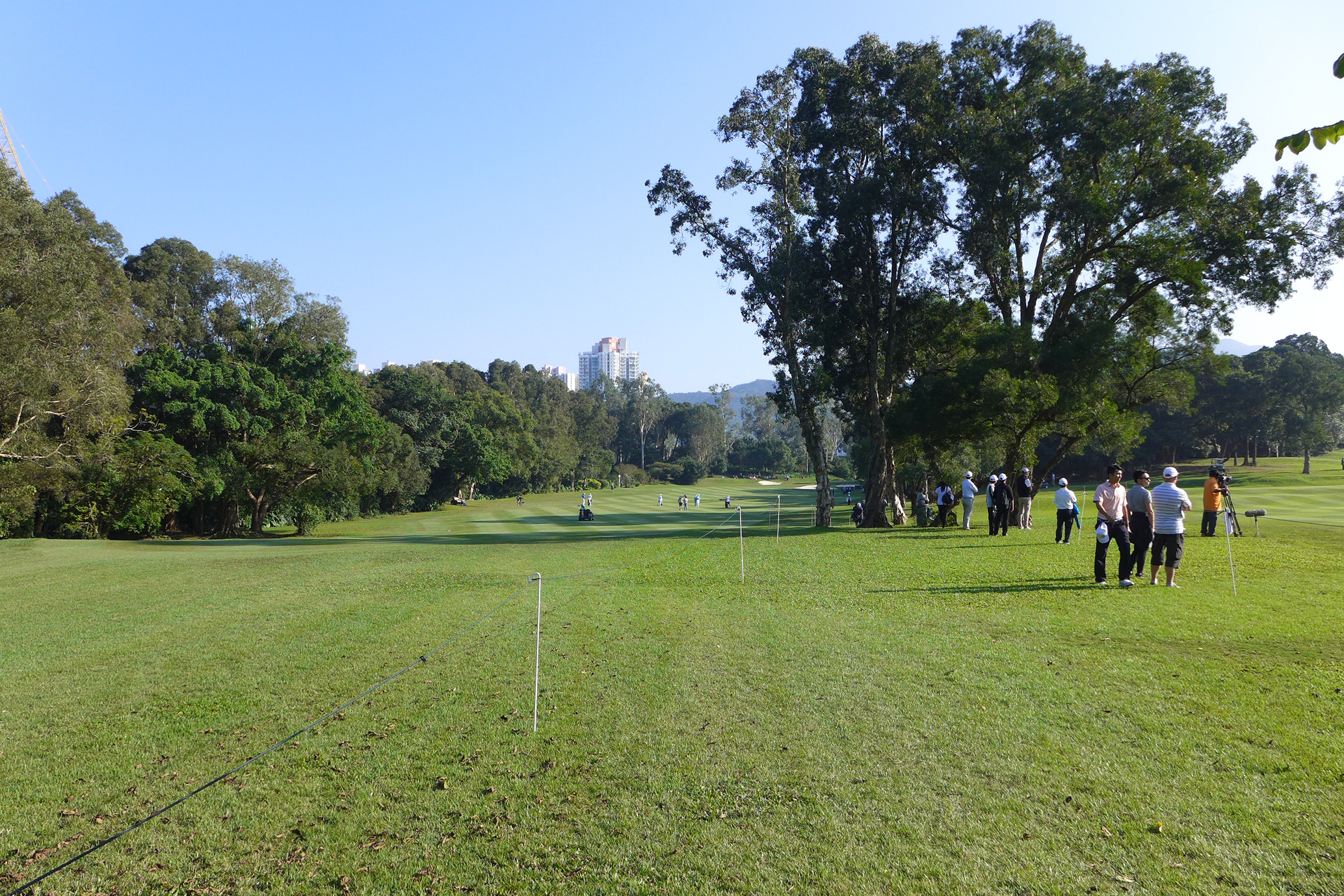
高球場內的樹木

### 粉嶺會所

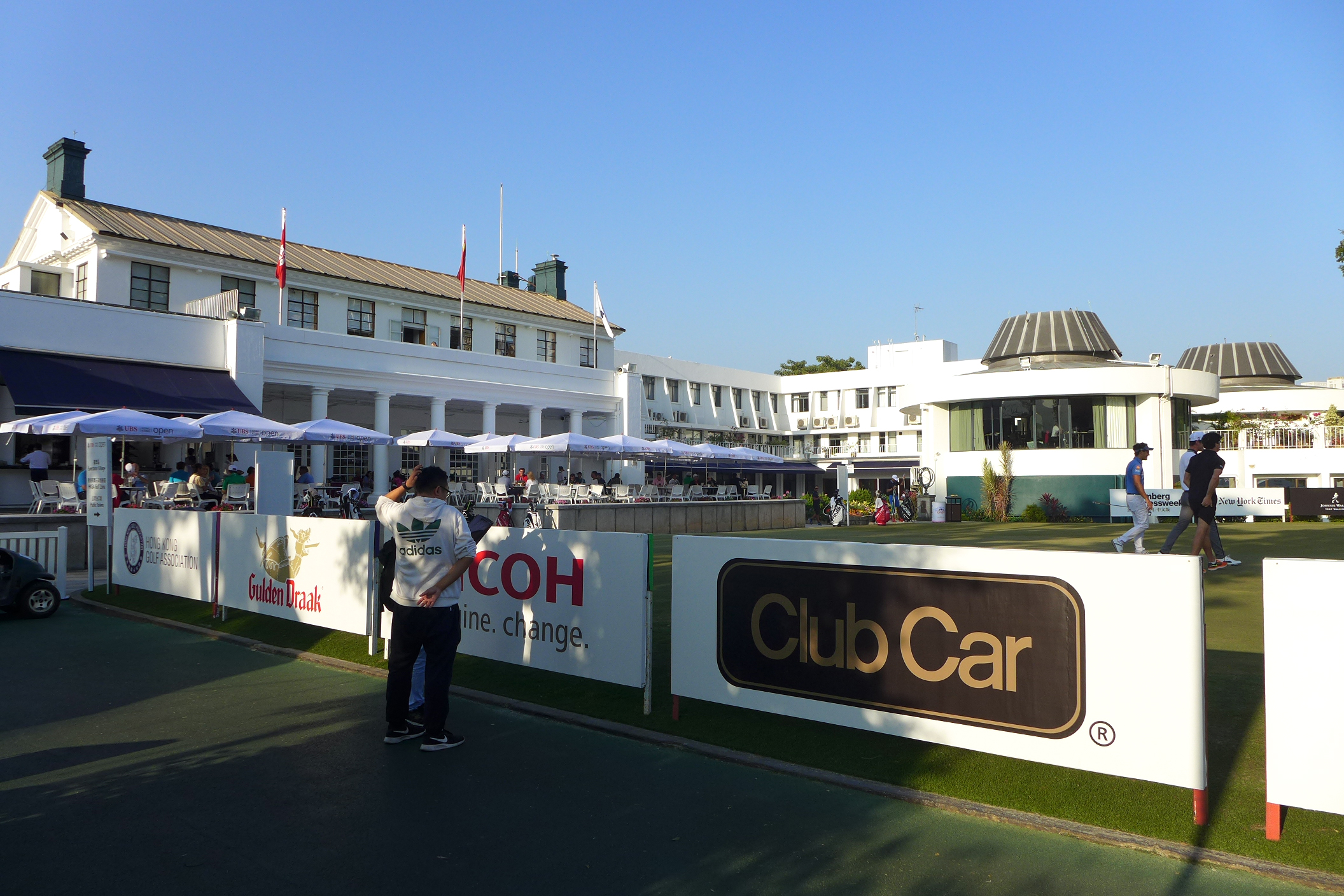
粉嶺會所

1911年，粉嶺高球場的舊場平整之後，再委託譚仁紀建築師樓的Edward Albert Ram建築師設計會所。工程在1914年完成。

### 半日亭
粉嶺高球場內的半日亭（Half Way House）被列為三級歷史建築物。

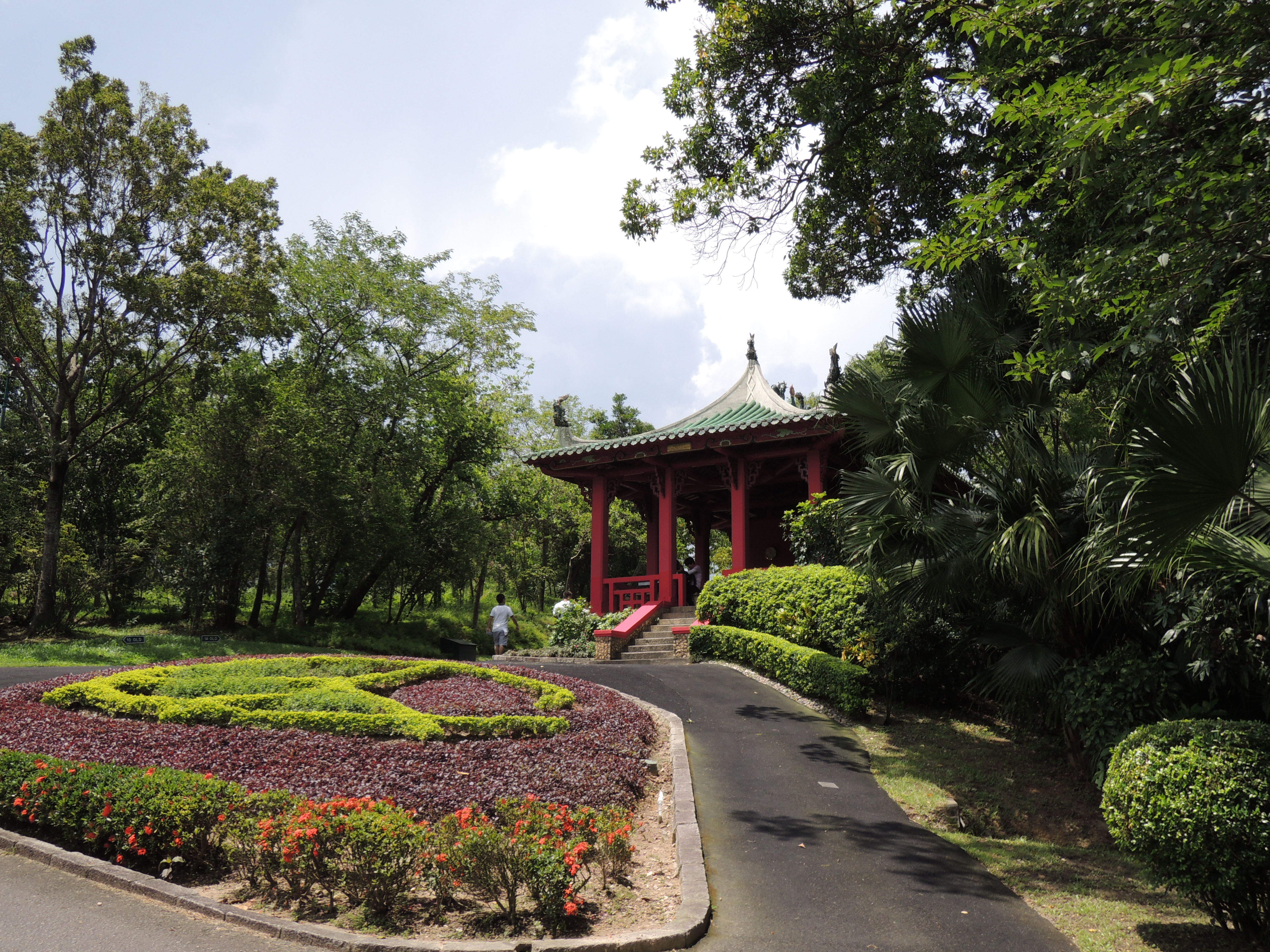
半日亭（Half Way House）
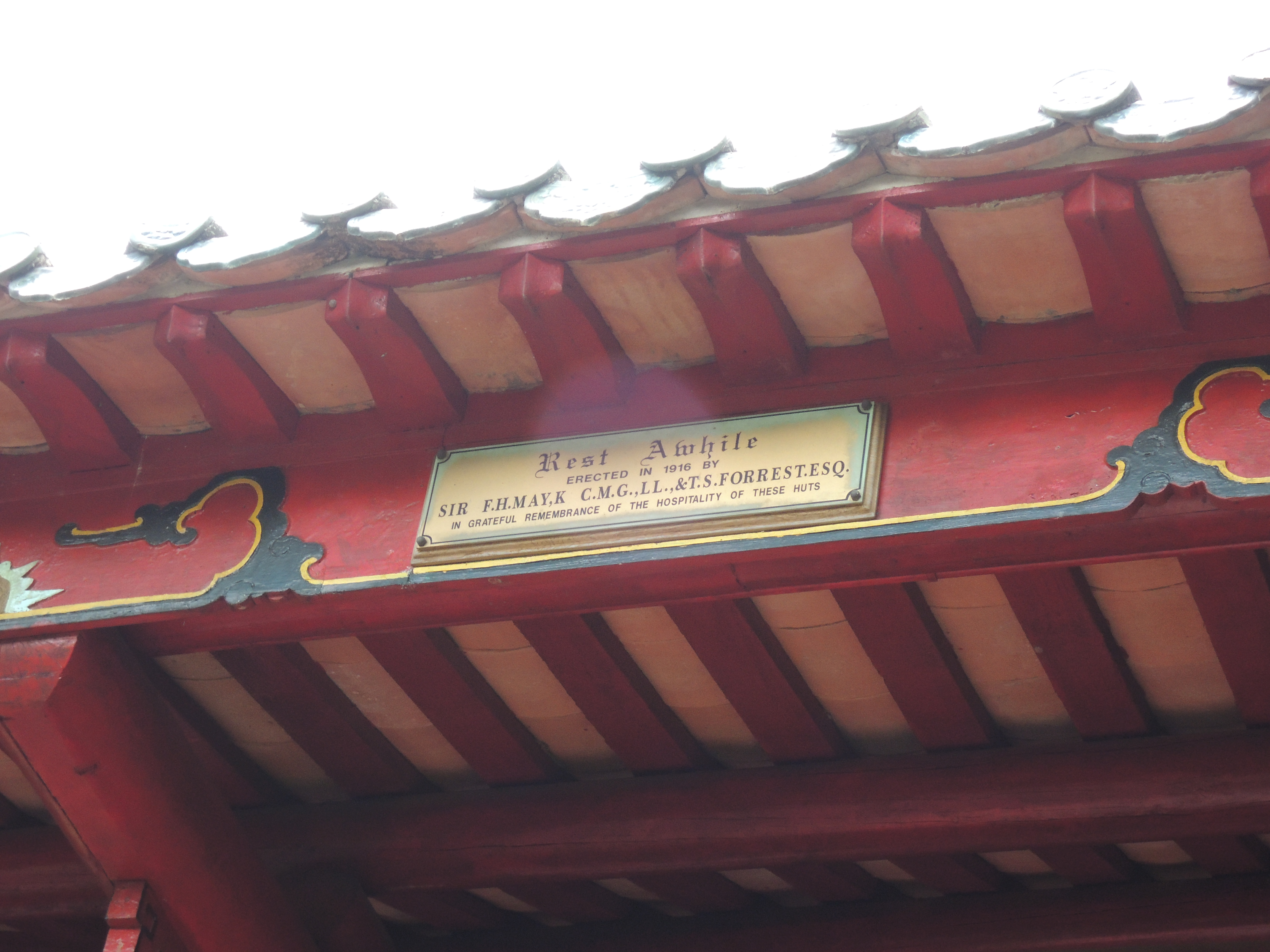
亭上牌扁紀念梅含理和 T.S. Forrest Esq
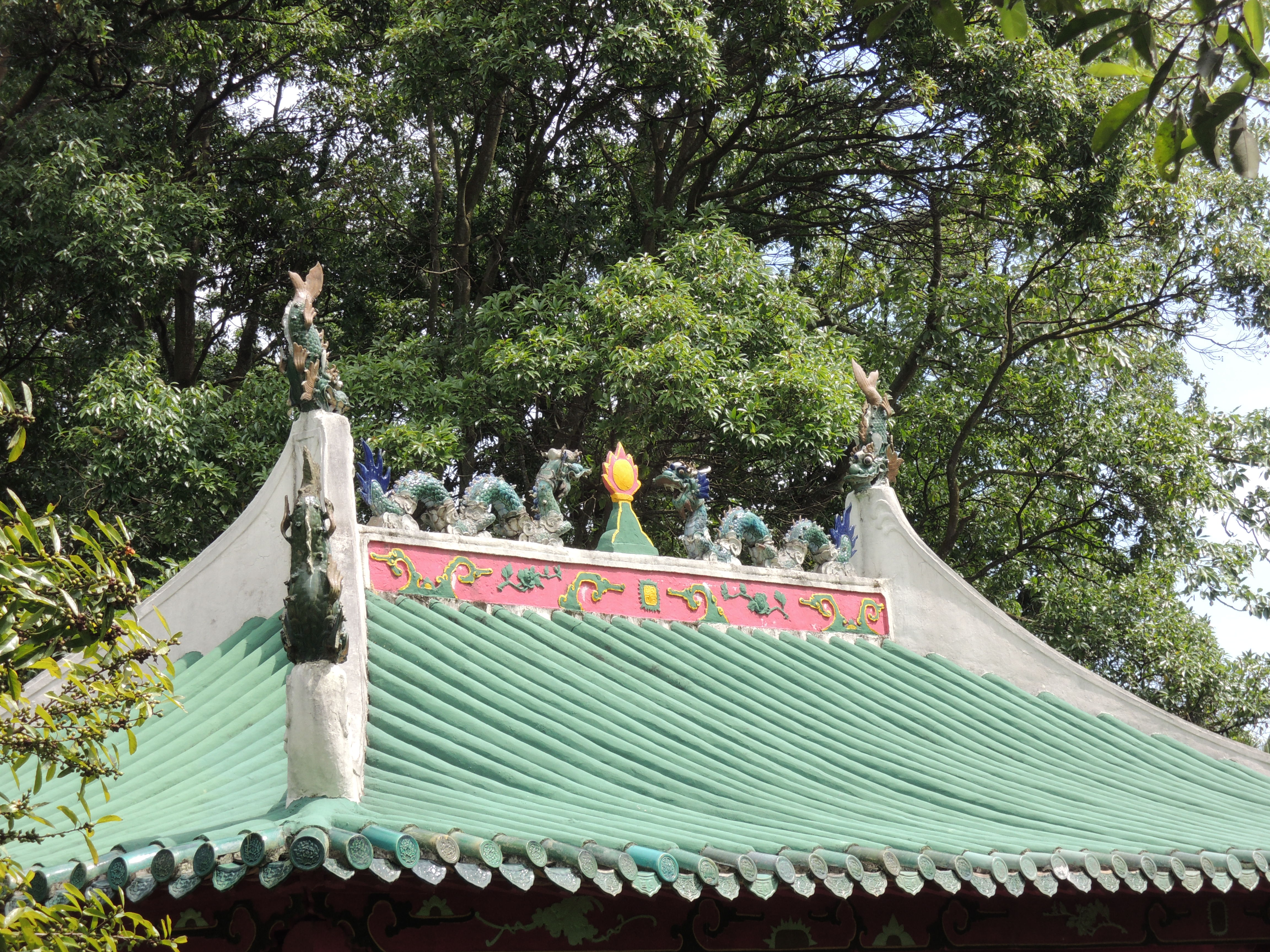
亭頂有綠瓦和雙龍爭珠㓮刻
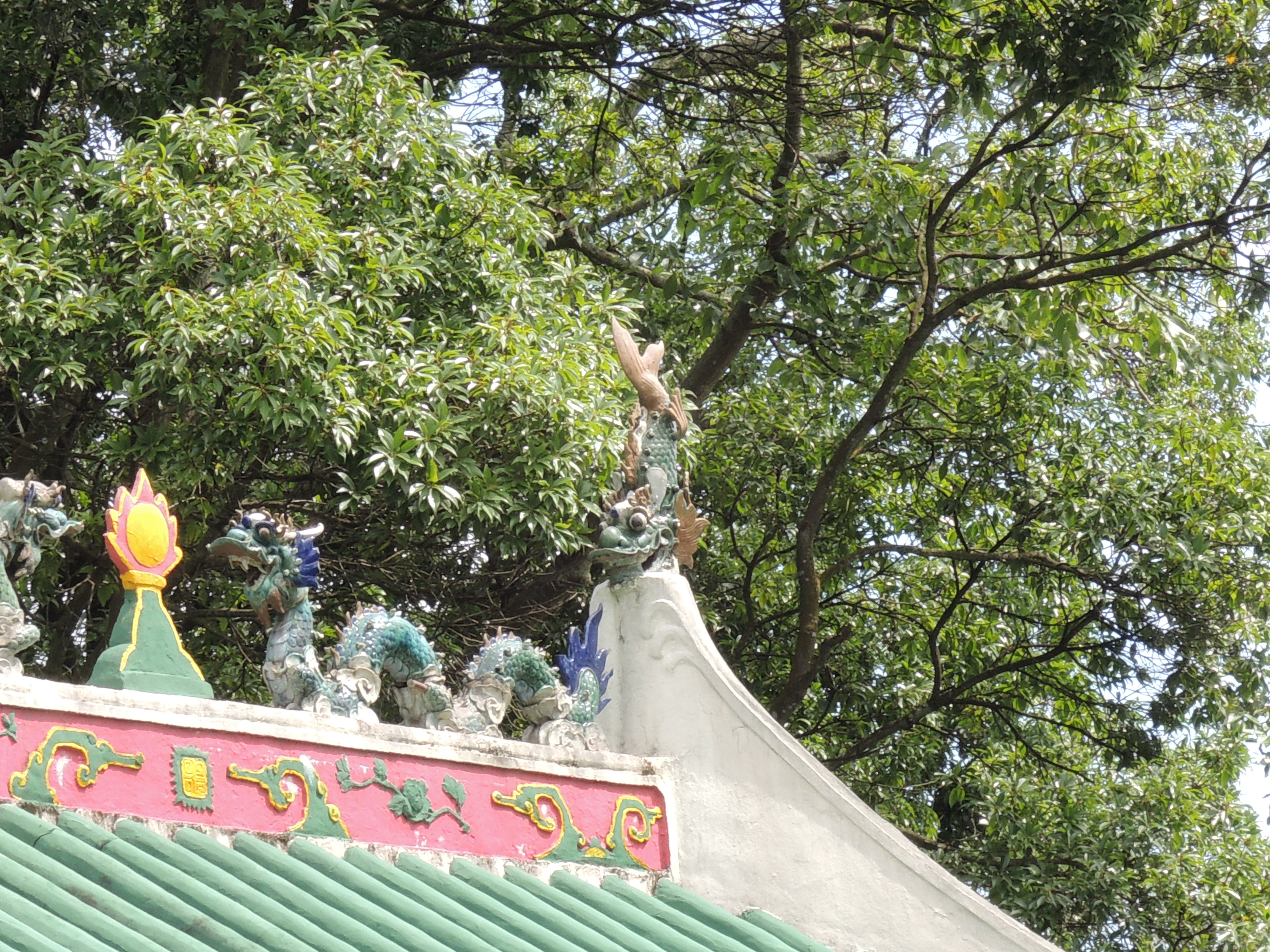
亭頂有「龍頭魚尾」的鴟尾設計

## 生態與環保
哥球會設有一個包括一名特聘園藝專家在內的六人小組負責樹木保育。哥球會披露，內部樹木調查報告顯示，粉嶺高球場總面積有超過百分之五十是被樹林所覆蓋。粉嶺高球場發現有接近100種不同的樹木品種，當中包括已被登記在香港政府的古樹名木冊，發現有84種相同樹種。 其中位於粉嶺的許多樹種，樹齡均已超過80年，包括榕樹、桉樹(舊場第16洞開球台右側就有不少)、本土樟樹、阿拉伯膠樹、鐵木樹、諾福克松樹、和白千層。 2015年，哥球會開始舉辦教育導賞團，於三個球場範圍內規劃出一些樹木步行徑，讓本地學校的學童，以及各界團體參加既定日程的步行徑活動，學習並了解更多關於香港的大自然環境。

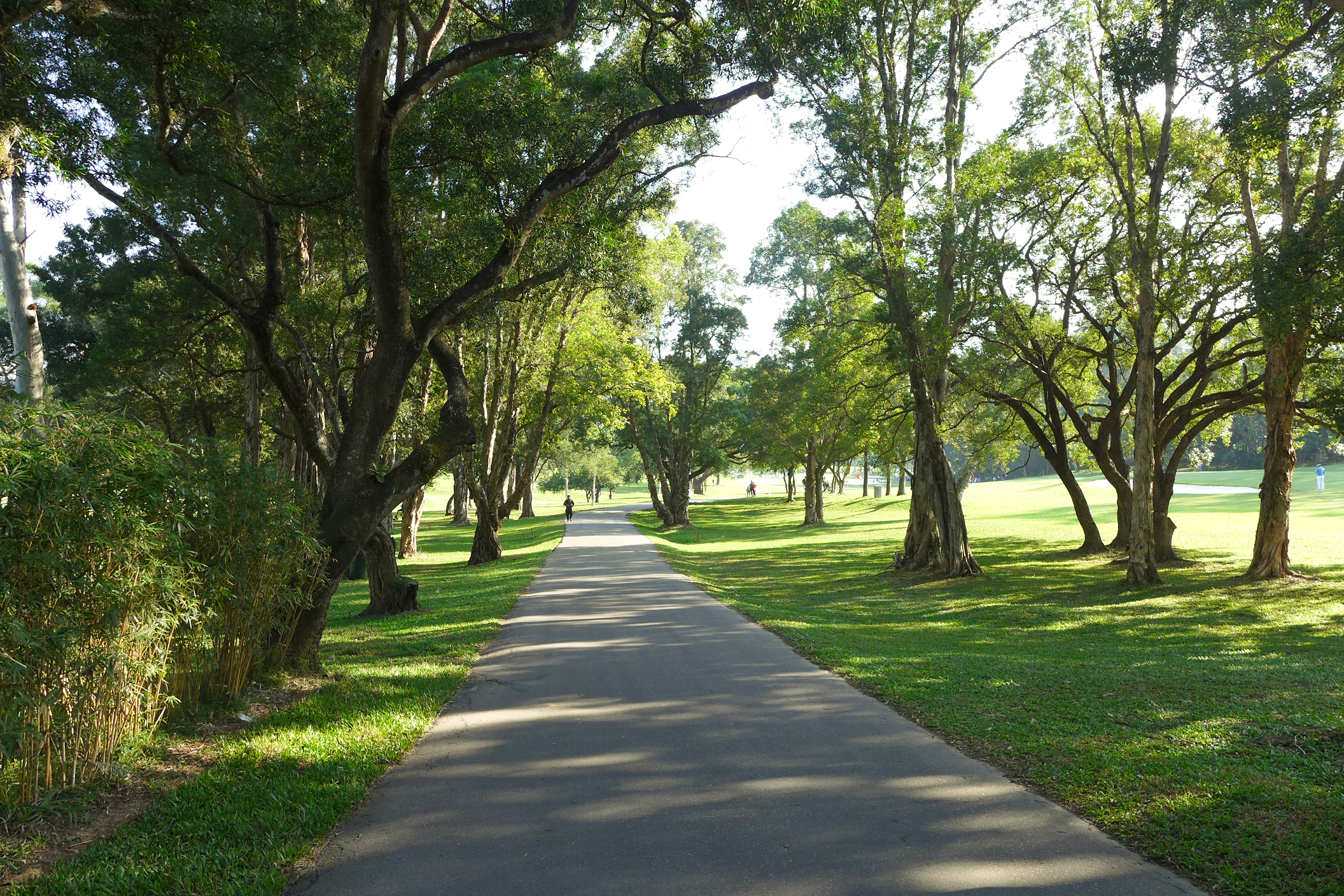
高球場內的大樹
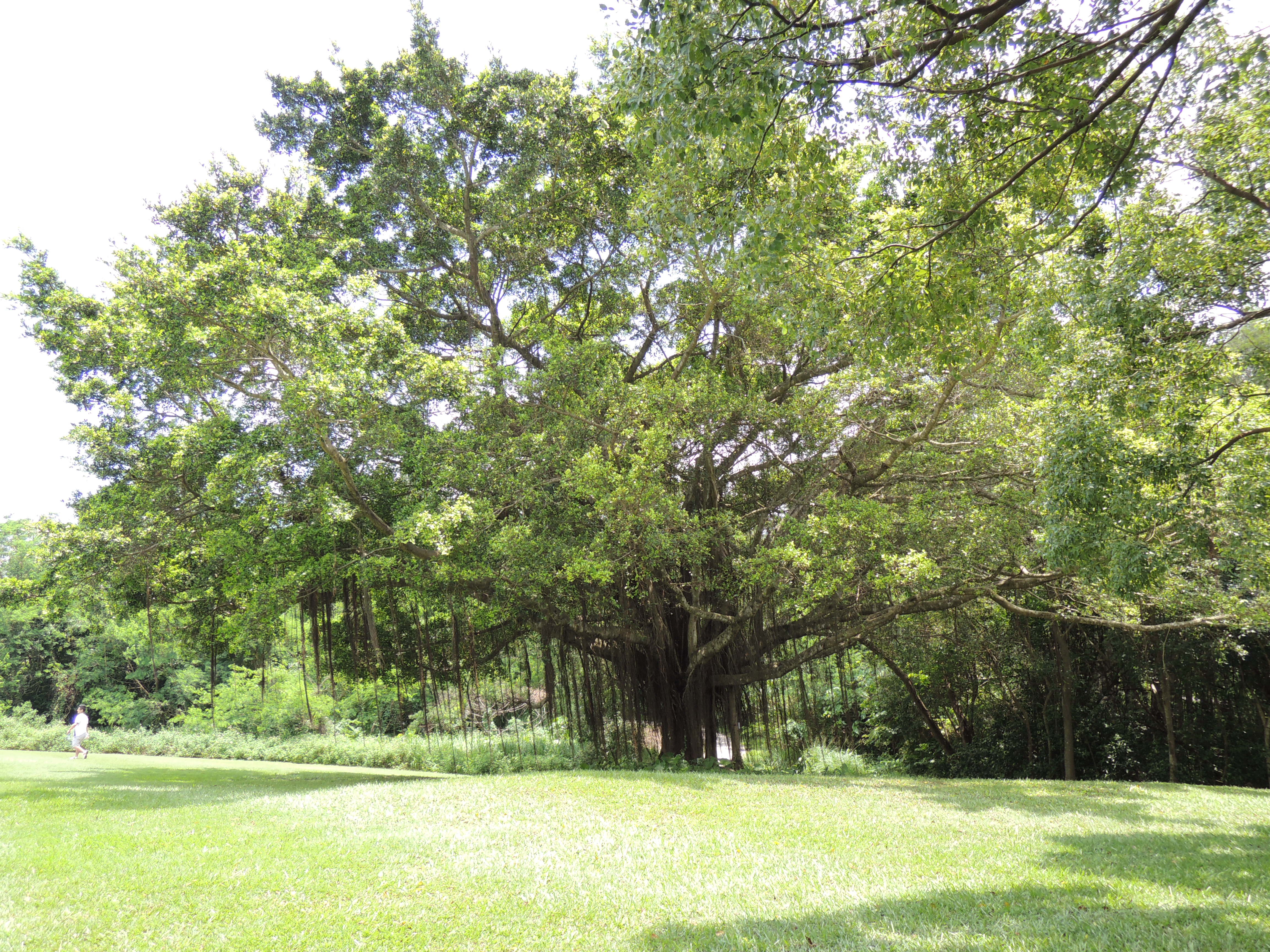
高球場的榕樹
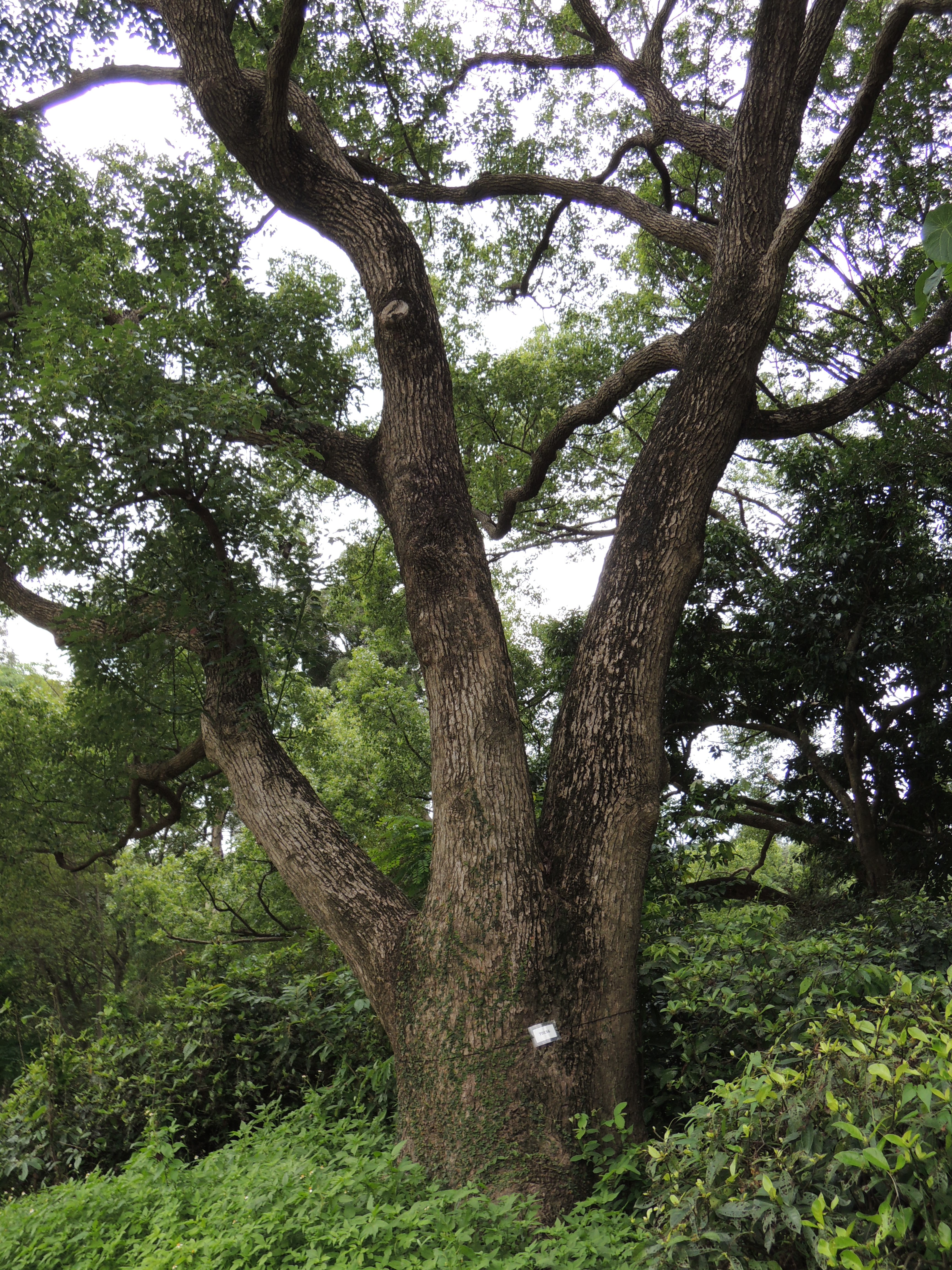
高球場的樟樹
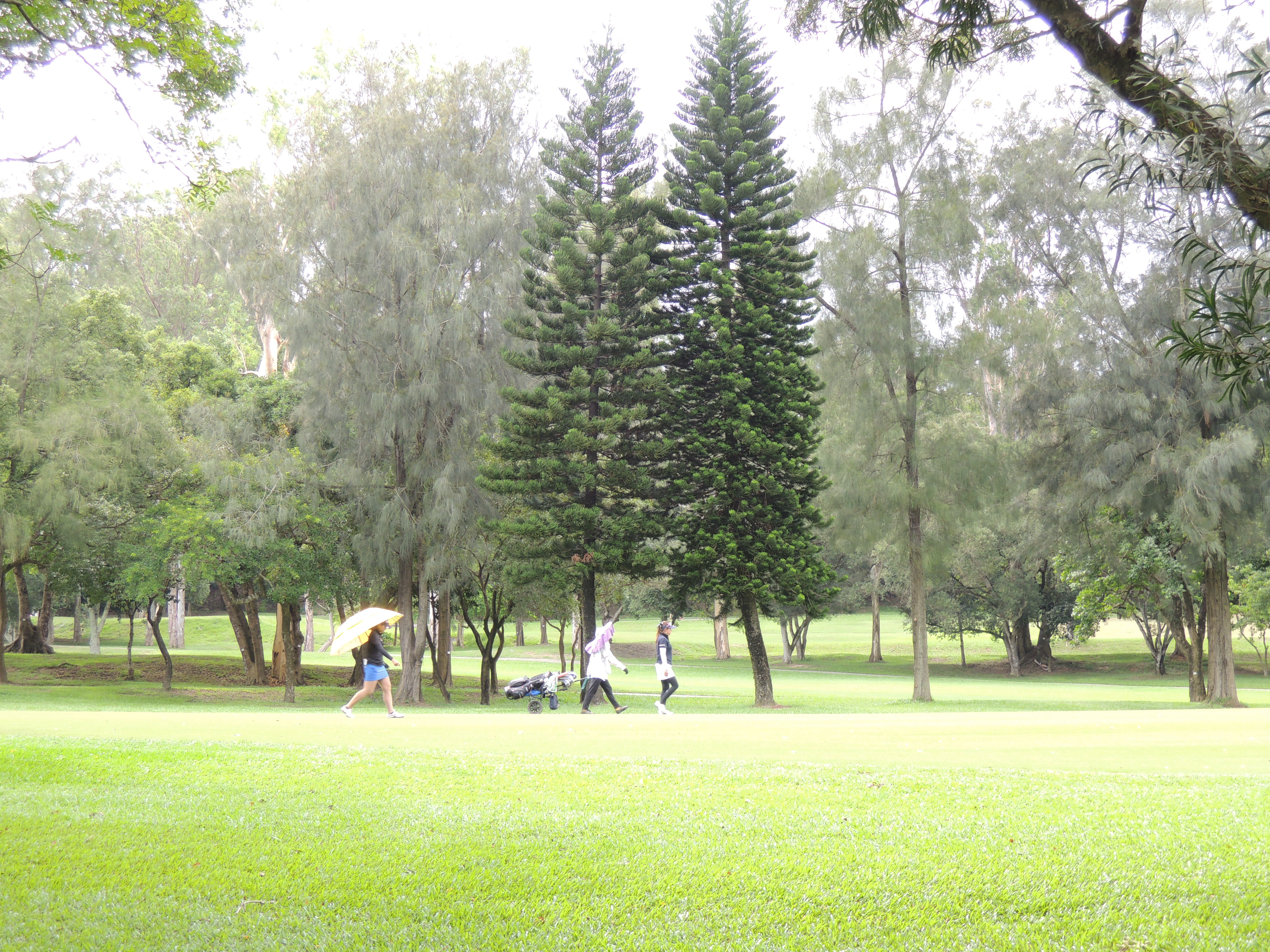
高球場的諾福克松樹
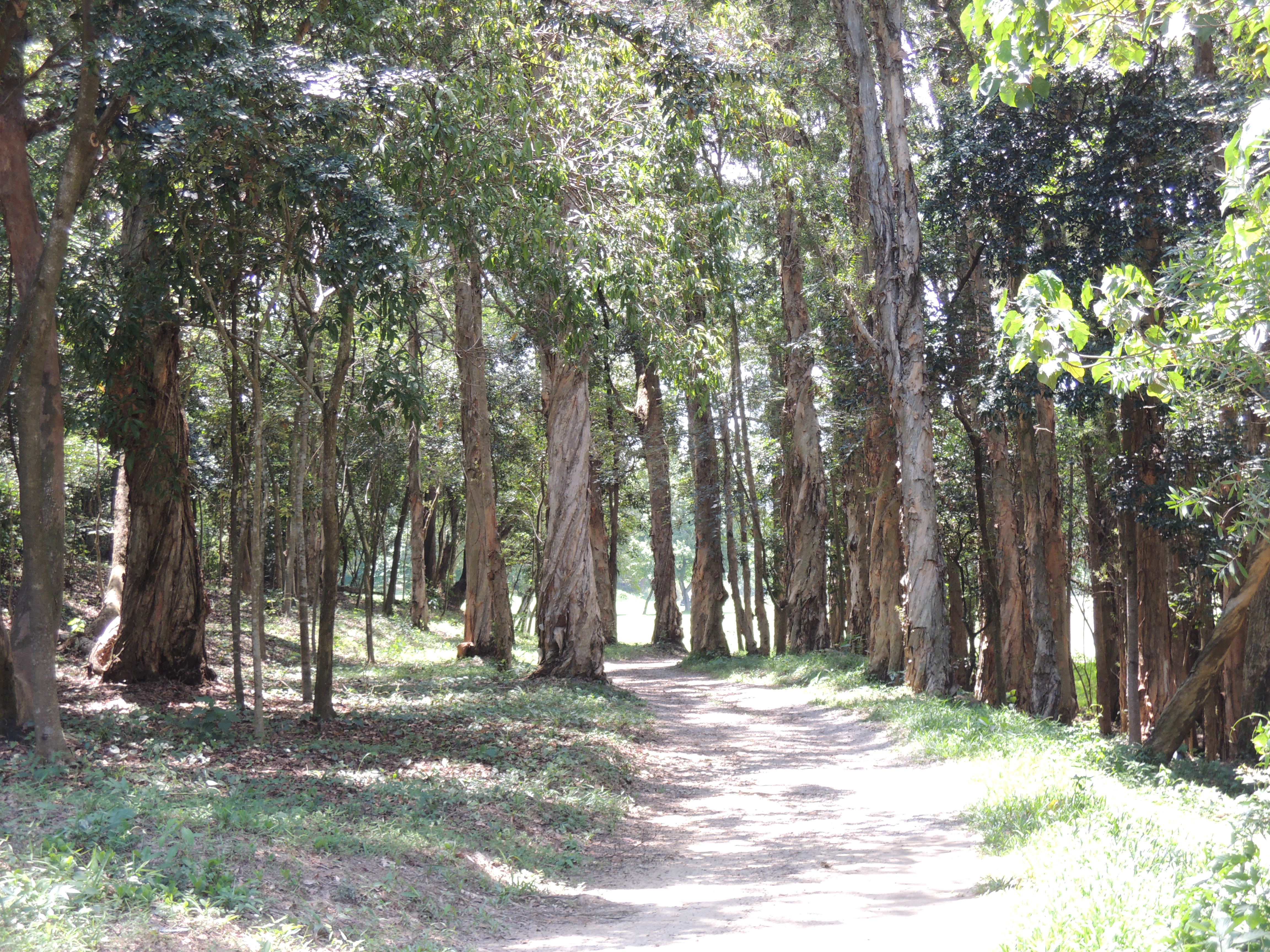
高球場的白千層樹林

2019年，土木工程拓展署的環評工程簡介指出，指粉嶺舊場內有「帶狀植物區」、次生林地、區內水道發現具保育價值的淡水魚「月鱧」、全球受威脅的淡水束腰蟹，而場內也存有相當數量受保護的土沉香。在舊場南端大龍實驗農場則有印度馬兜鈴及水松，而過去亦有發現陸地哺乳類動物（果子狸、小靈貓、赤麂、石虎等）、蝙蝠（短耳犬蝠、中菊頭蝠、大蹄蝠、絨山蝠、東亞家蝠、扁顱蝠、中黃蝠等）、鳥類（牛背鷺、褐魚鶚等）、兩棲爬行動物（草龜、中國水蛇等）、蝴蝶（紅珠鳳蝶、裳鳳蝶等）及蛾（Spiralisigna gloriae, Fustius sterling）。
另外，哥球會又已加入歐杜邦合作保護區高爾夫計劃。
2023年6月，嘉道理農場暨植物園代表聶衍銘在城規會公聽會上表示，高球場內至少有37棵被國際自然保護聯盟評為「極危」的水松，估計部份水松甚至有200年歷史，早於清代已出現，可能是從前遺留下來的低地沼澤森林。

## 再用水灌溉
哥球會主席張建東接受香港傳媒訪問時表示，當年粉嶺仍然一片荒蕪，長滿粗生大葉草，每到冬天便缺水變黃，進入冬眠狀態，完全不適合打高球。至1980年代，球會管理層認為冬天天氣好也可以打高球，因而思考如何利用灌溉為草地救亡。1985年，哥球會邀請美國專家實地考察，報告指球場灌溉水不足。香港專家提出挖井，惟香港沒有雪山可以儲水，故此不適合，剛巧粉嶺石湖墟開始發展，興建屋邨都有洗手間，於是哥球會向香港政府申請引進污水灌溉，惟如何將污水淨化又是另外一道難題。當時香港賽馬會很多管理層也是哥球會會員，張建東向他們取經，用一層層鐵網隔濾污水才能解決淨化問題。哥球會在污水廠駁渠經鐵路引入球場，再在粉嶺高球場三個場地加設灌溉系統，令場地可換上現代化的高球用草。

## 主要賽事
- 香港高爾夫球公開賽：1959年至今
- Colgate-Hong Kong Open：1976年
- Johnnie Walker Classic：1990年
- Dunhill Cup - Asian Zone
- Eisenhower 及 Espirito Santo Trophies：1984年
- 學界越野賽第一組比賽[61]
- 泰后盃亞太業餘女子隊際賽 1990, 2001 & 2015 （页面存档备份，存于）
- 富通HKPGA錦標賽2014 （页面存档备份，存于）
- 香港女子高爾夫球公開賽（英语：Hong Kong Ladies Open）
- 國際都會高爾夫球錦標賽（英语：World City Championship）
- LIV高爾夫香港站

## 慈善活動
香港哥爾夫球會每年舉辦多項慈善哥爾夫球賽，曾經獲哥球會免費招待，籌辦慈善球賽的機構，包括香港公益金、保良局及東華三院等等。單單在2014年，在哥球會舉辦的高爾夫球活動已經成功籌得超過善款港幣1,150萬。除此之外，由1987年起, 哥球會亦有主辦慈善球賽，就是每年舉行的哥爾夫球慈善賽。第二十七屆哥爾夫球慈善賽，已於2014年10月舉行，並籌得善款超過港幣330萬元。活動受惠機構包括位於上水，為有身體及智能障礙青少年人士提供照顧及住宿的可愛誠實之家、為女長者提供住宿及日常照顧的粉嶺佛教寶靜安老院、以及於香港設有多個中心，為有需要之兒童提供多元化訓練及治療的協康會。
於2008年至2013年，球會共捐款億1,000萬港元予多間非牟利機構。
另外，香港中文大學籌款活動 － 中大高爾夫球日自2013年起，都在粉嶺高球場舉辦。香港浸會大學亦多次在粉嶺高球場舉辦高爾夫球日籌款，包括2004至2008年、2010年、2012年及2014年。

### 公益金慈善高爾夫球賽
1999年1月下旬，公益金獲香港哥爾夫球會提供場地贊助，舉辦慈善高球賽。這項比賽共有45隊隊伍參加，替公益金籌得110萬港元。是屆賽事由余錦遠、尹志強、苗僑偉及馬澄發組成的「祥華實業有限公司」隊奪得全場總冠軍。亞軍為日高集團，季軍是高偉紳律師行。
從1999年到2009年，比賽由DHL冠名贊助。歷屆參賽隊伍，包括高偉紳律師行、麥堅時律師行、孖士打律師行、德勤・關黃陳方會計師行、羅兵咸永道、成報、伍宜孫慈善基金和曾植桂堂慈善基金⋯⋯等等。
2010年起，賽事由中銀香港冠名贊助。慈善賽所得撥款，全數撥給公益金的精神病患者及康復者服務。
2014年，逾180位來自各企業及團體的高球好手組成47支精英隊伍參加了「公益金中銀香港慈善高爾夫球賽」，籌得近158萬港元善。曾植桂堂慈善基金有限公司組成的Larry 2隊伍力壓群雄，摘下「全場總冠軍」桂冠，並勇奪「最佳球分獎」，成為賽事的大贏家。菱電發展有限公司及錦華礦產貿易有限公司的兩支精英隊伍則分別榮獲亞軍及季軍。大會亦頒發多項個人賽事殊榮，包括「最遠擊球獎」及「一桿最近球洞獎」等。賽事中，明報集團有限公司組成的Ming Pao & Partners 成員朱啟文更成功於5號球洞擊出「一桿進洞」佳績。
2015年，賽事於3月13日舉行，有逾160位來自各企業及團體人士組成41支隊伍參加，共籌得港幣140萬元善款。這一屆初次增設「名人隊比賽」，由曾獲FCG國際青少年高爾夫錦標賽冠軍的七歲女童劉弦夥拍藝人鄧梓峰比賽。曾為公益金活動義務擔任司儀的鄧梓峰笑言高爾夫球和司儀工作的特色同樣要求「拿揑準確」，不容有失，令他更重視當下，專注使出渾身解數，獲取最佳表現。
2016年，東亞銀行冠名贊助，籌得230萬港元善款。2017年，籌得2,299,200港元善款。2018年，籌得230萬港元善款。自1999年起，累積籌款金額達3,100萬港元。2019年，籌得230萬港元善款。
| 年度                         | 籌得款項                | 隊伍數目                | 參與人數                |
| 公益金DHL慈善高爾夫球賽      | 公益金DHL慈善高爾夫球賽 | 公益金DHL慈善高爾夫球賽 | 公益金DHL慈善高爾夫球賽 |
| ---------------------------- | ----------------------- | ----------------------- | ----------------------- |
| 1999                         | $110萬                  | 45                      | 不詳                    |
| 2000                         | $110萬                  | 45                      | 不詳                    |
| 2001                         | $100萬                  | 46                      | 不詳                    |
| 2002                         | $1,556,000              | 58                      | 不詳                    |
| 2003                         | $1,645,000              | 59                      | 不詳                    |
| 2004                         | $1,457,000              | 55                      | 220                     |
| 2005                         | $1,378,000              | 50                      | 200                     |
| 2006                         | $1,493,000              | 50                      | 不詳                    |
| 2007                         | $1,573,500              | 49                      | 200                     |
| 2008                         | $2,692,000              | 79                      | 320                     |
| 2009                         | $1,486,890              | 44                      | 170                     |
| 公益金中銀香港慈善高爾夫球賽 |                         |                         |                         |
| 2010                         | $1,725,960              | 49                      | 200                     |
| 2011                         | $1,802,800              | 50                      | 200                     |
| 2012                         | $1,653,600              | 47                      | 190                     |
| 2013                         | $1,617,644              | 47                      | 190                     |
| 2014                         | $1,630,097              | 47                      | 190                     |
| 2015                         | $1,400,000              | 41                      | 160                     |
| 公益金東亞慈善高爾夫球賽     |                         |                         |                         |
| 2016                         | $2,300,000              | 48                      | 190                     |
| 2017                         | $2,299,200              | 44                      | 176                     |
| 2018                         | $2,300,000              | 44                      | 170                     |
| 2019                         | $2,300,000              | 47                      | 190                     |

## 外部連結
- 香港哥爾夫球會中文網址
- 運動達人第71集－香港最資深高球教練鄭基鴻細述高球風雲變！ （页面存档备份，存于）
- Old pictures of Fanling golf course in earty 20th Century - King's Collections: The Serving Soldier: Travel of A Naval Officer Volume 4 (Part 3): Gurner, V G （页面存档备份，存于）
- 劉兆生的寫作心路歷程 － 粉嶺球會「A會籍」的構思 （页面存档备份，存于）
- 陳雲：高爾夫球場與本土政治 （页面存档备份，存于）

22°29′32″N 114°06′56″E / 22.492178°N 114.115419°E